# نویندورف
نویندورف (به آلمانی: Neuendorf B) یک منطقهٔ مسکونی در آلمان است که در اشپانتکوو واقع شده‌است. نویندورف ۱۶۸ نفر جمعیت دارد.